# Tácito Teófilo Gaspar de Oliveira
Tácito Teófilo Gaspar de Oliveira (Fortaleza, 12 de janeiro de 1914 – Fortaleza, 30 de agosto de 2011) foi um general brasileiro.
Filho de José Teófilo de Oliveira e de Alice Teixeira de Oliveira.
Foi chefe do Estado-Maior das Forças Armadas no governo Ernesto Geisel, de 27 de outubro de 1977 a 19 de dezembro de 1978.